# Pohnání
Pohnání é uma comuna checa localizada na região da Boêmia do Sul, distrito de Tábor.

## Galeria

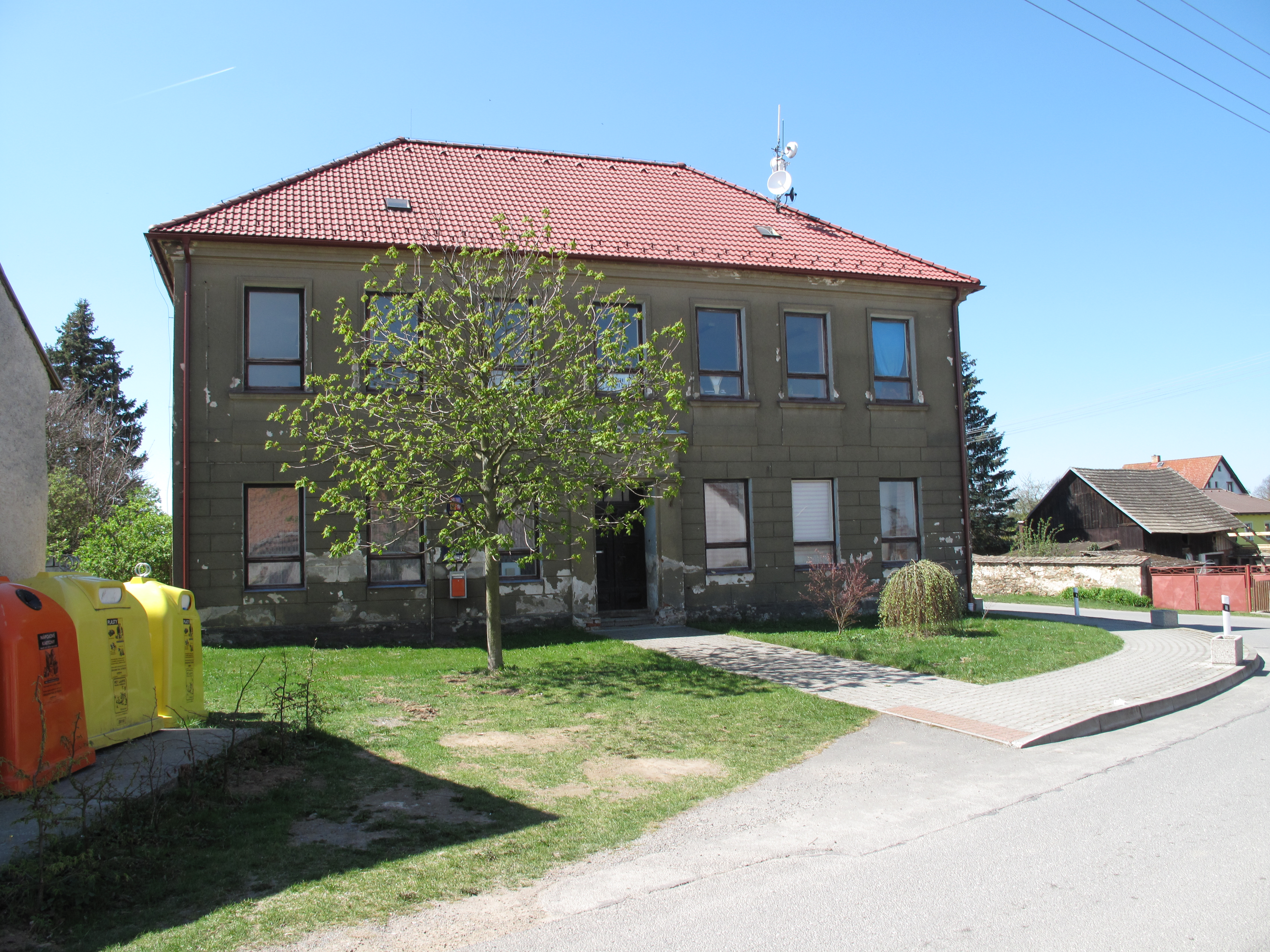
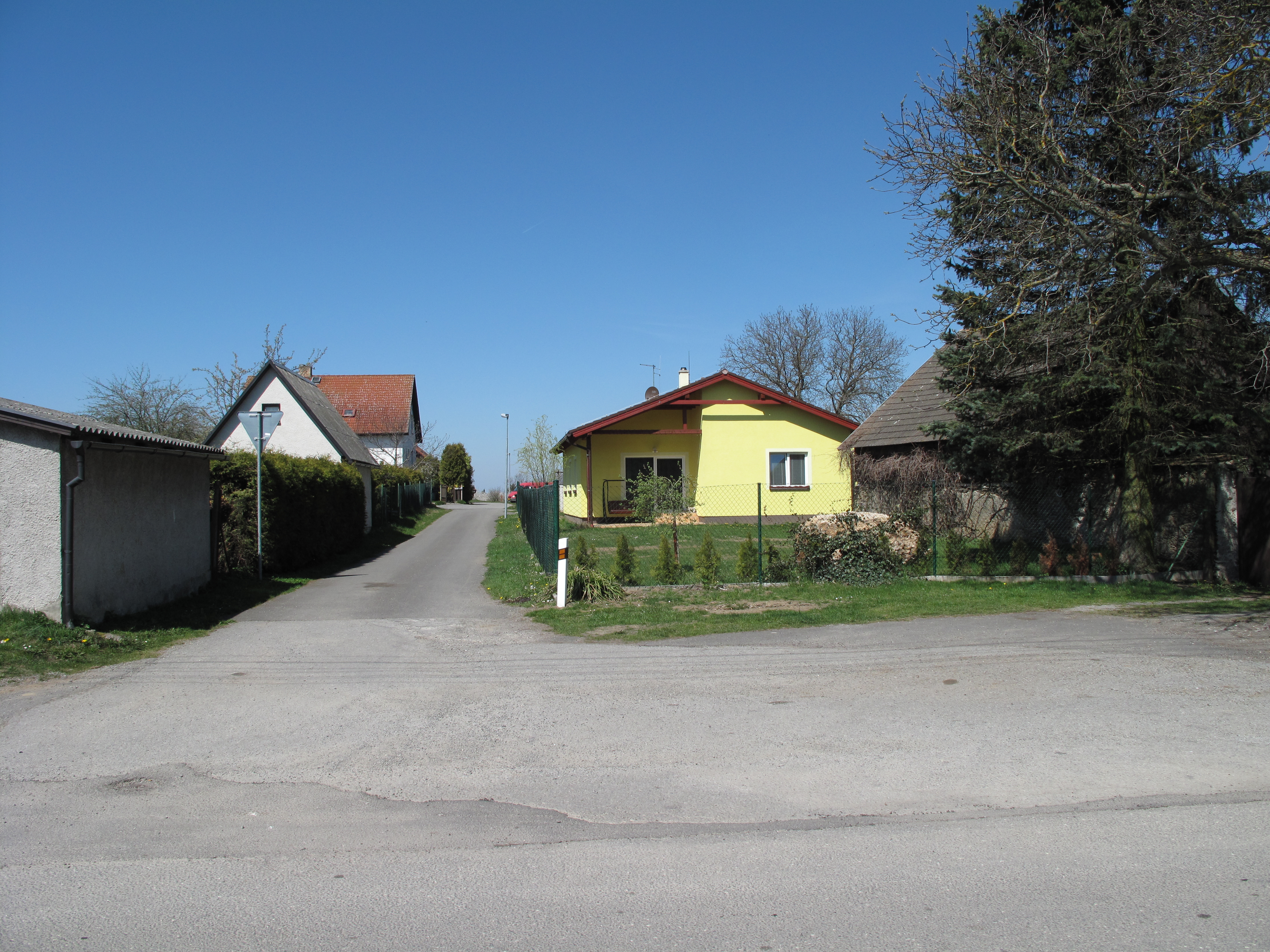
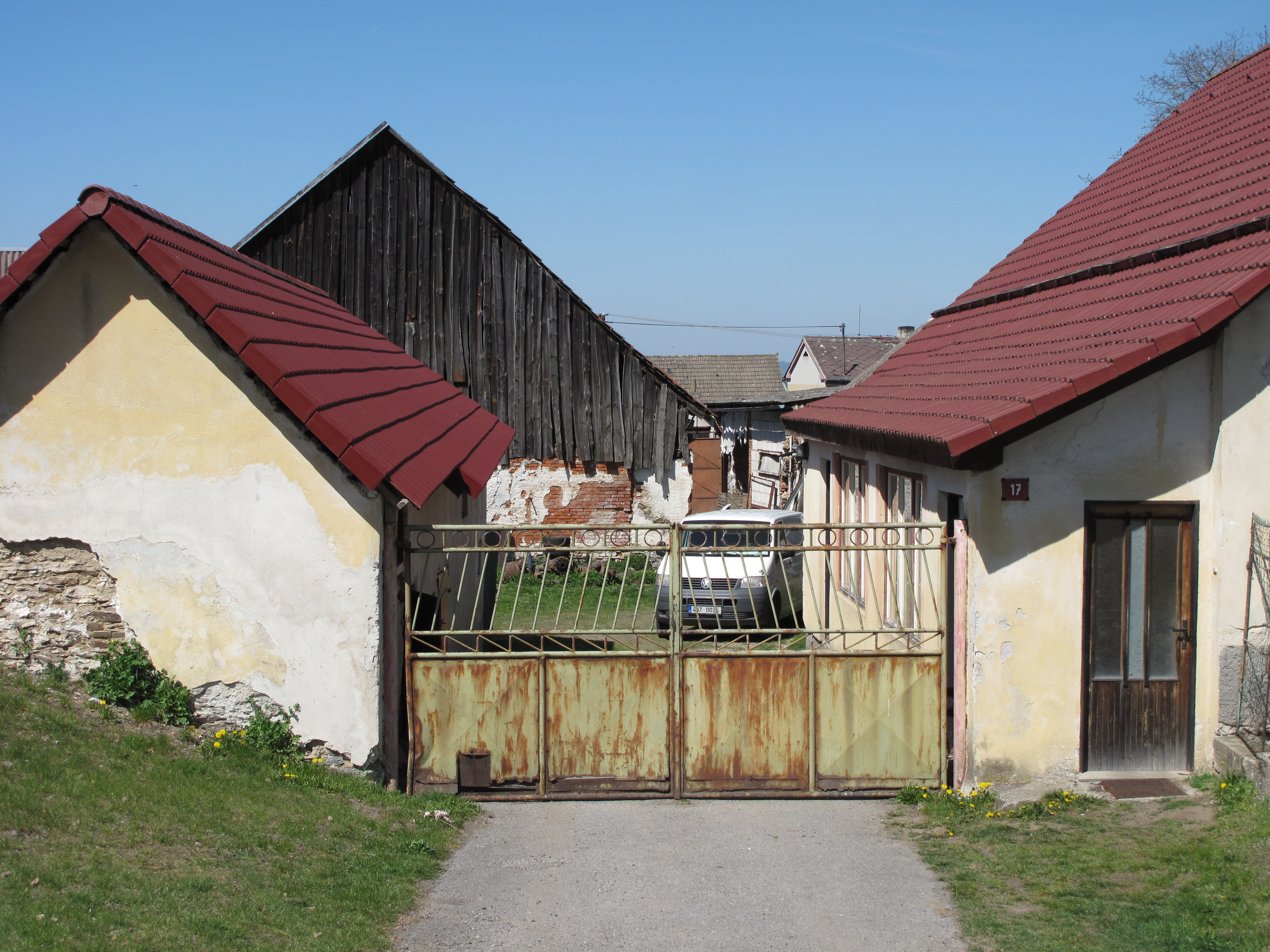